# Jean-Baptiste de La Rochenégly
Jean-Baptiste de La Richenégly est un religieux et homme politique français né le 22 novembre 1734 à Saint-Étienne-Lardeyrol (Haute-Loire) et décédé à une date inconnue.
Prieur curé de la paroisse Saint-Honoré de Blois, il est député du clergé aux États généraux de 1789 pour le bailliage de Blois.

## Sources
- « Jean-Baptiste de La Rochenégly », dans Adolphe Robert et Gaston Cougny, Dictionnaire des parlementaires français, Edgar Bourloton, 1889-1891 [détail de l’édition]